# Richard Rich (regissör)
Richard Rich, född 1951, är en amerikansk regissör, manusförfattare och producent inom animerad film.
Han är främst känd för filmerna om Svanprinsessan.
Hos Disney regisserade han Micke och Molle (1981) och Taran och den magiska kitteln (1985)

## Filmografi (urval)
- 1981 – Micke och Molle
- 1985 – Taran och den magiska kitteln
- 1994 – Svanprinsessan
- 1997 – Svanprinsessan och slottets hemlighet
- 1998 – Svanprinsessan och den förtrollade skatten
- 1999 – Kungen och jag
- 2000 – Svanen och trumpeten
- 2010 – Alpha och Omega
- 2012 – Svanprinsessan 4
- 2014 – The Swan Princess: A Royal Family Tale